# 韦善美
韦善美（1928年—1999年），男，壮族，广西都安人，中国教育家，曾任广西民族学院副院长，广西壮族自治区教育厅党组书记、副厅长，中国高等教育学会常务理事。

## 生平
1983年5月28日至30日，中国高等教育学会在北京召开成立大会，大会选举了第一届理事会成员，他出任常务理事。